# Mihai Stere
Mihai Stere (n. 30 decembrie 1975, Constanța, România) este un fotbalist român retras din activitate.

## Evoluție
- LOTUL NATIONAL JUNIORI "UEFA 1987"
- LOTUL NATIONAL DE TINERET
- LOTUL NATIONAL OLIMPIC
- 1986-1987 DIVIZIA "B" FARUL CONSTANTA - antrenor: VLADIMIR MARICA (debut)
- 1987-1988 - DIVIZIA "A" - VICTORIA BUCUREST I - antrenor: DUMITRU NICOLAIE NICUSOR
- 1988-1990 - DIVIZIA "A" - FLACARA MORENI - antrenor: ION NUNWEILER
- 1990-1994 - DIVIZIA "A" - FARUL CONSTANTA - antrenor: EMANOIL HASOTI/GHEORGHE CONSTANTIN/COSTICA RADULESCU
- 1993-1994 - DIVIZIA "B" - FC. ARGES PITESTI - antrenor TANASE DIMA/ION MOLDOVAN
- 1994-1996 - DIVIZIA "B" - PORTUL CONSTANTA - antrenori: SICA ENACHE/ION CONSTANTINESCU
- 1996-1998 - LIGA"5" SV. OBERMARSBERG ERESBURG (GERMANIA)

## Legături externe
- Mihai Stere la RomanianSoccer.ro